# مركز سويقة التجاري
مركز سويقة التجاري أحد أسواق مدينة الرياض عاصمة المملكة العربية السعودية، يعتبر السوق أحد أجزاء منطقة قصر الحكم التجارية، تم تصميم مركز سويقة التجاري بأسلوب معماري يتناغم مع طبيعة العمران السعودي في منطقة قصر الحكم، ومركز سويقة التجاري هو عبارة عن سوق شعبي اعتمد فيه التصميم على امتداد المساحات والمشهد الجمالي البصري، ويتوسط السوق عدة أفنية يتخللها ممرات مغطاة بخيام ومشربيات، ويضم المركز 260 محلا تجاريا في الجانب الشرقي بإتساعات مختلفة، ويقع إلى الغرب من مركز سويقة ساحة عامة تحيط بحصن المصمك التاريخي الذي أقيم في مطلع القرن الرابع عشر الهجري.

## وصلات خارجية
- موقع السوق على الخريطة